# Elettrotreni FLP Be 4/8 21-25
Gli elettrotreni Be 4/8 della Ferrovie Luganesi (FLP), numerati da 21 a 25, sono una serie di elettrotreni utilizzati per l'esercizio della linea Lugano-Ponte Tresa.
Originariamente composti di due elementi (motrice + rimorchiata pilota), in anni recenti sono stati modificati con l'inserimento di una rimorchiata intermedia a pianale ribassato; pertanto la loro classificazione è mutata in Be 4/12.

## Storia
Gli elettrotreni furono costruiti dalla SIG di Neuhausen e consegnati nel 1979; si trattava di mezzi analoghi a quelli costruiti pochi anni prima per le linee locali bernesi (SZB e VBW, dal 1984 RBS), e che in seguito sarebbero stati forniti anche alle FART, esercenti la Centovallina.
L'introduzione di questi moderni elettrotreni consentì di ridurre i tempi di percorrenza della linea e di intensificare il servizio, passando da una frequenza semioraria a un cadenzamento di venti minuti.
A partire dall'agosto 2021 furono progressivamente sostituiti dagli elettrotreni Stadler Tramlink. L'ultima corsa è avvenuta il 26 marzo 2022. Sono stati venduti in Madagascar.